# بوفرمونت
بوفرمونت (به فرانسوی: Beaufremont) یک کمون (فرانسه) در فرانسه است که در ووژ (فرانسه) واقع شده‌است. بوفرمونت ۹٫۰۲ کیلومتر مربع مساحت دارد ۴۶۰ متر بالاتر از سطح دریا واقع شده‌است.